# Josephine Dunn
Josephine Dunn (1 de maio de 1906, Nova Iorque - 3 de fevereiro de 1983, Thousand Oaks) foi uma atriz cinematográfica norte-americana que atuou nas décadas de vinte e trinta do século XX.